# Bogdan Spafiu
Bogdan Spafiu (n. 5 august 1978, Petroșani) este un fost fotbalist român ce a activat pe postul de mijlocaș. A jucat 21 de meciuri în Liga I.

## Activitate
- Jiul Petroșani (1995-1996)
- Jiul Petroșani (1996-1997)
- Parângul Lonea (1997-1998)
- Jiul Petroșani (1997-1998)
- Jiul Petroșani (1998-1999)
- Minerul Lupeni (1998-1999)
- Jiul Petroșani (1999-2000)
- Jiul Petroșani (2001-2002)
- Jiul Petroșani (2002-2003)

ROMANIA U21 ( 1996-1998 ) 
UEFA 98' 